# Jean Beaupère
Jean Beaupère (kolem roku 1380 v Nevers - 1462 nebo 1463 v Besançonu) byl francouzský duchovní, známý svou účastí na procesu s Janou z Arku v roce 1431.

## Životopis
Bývalý rektor Pařížské univerzity (1412-1413), přítel biskupa Petra Cauchona, chráněnec vévody z Bedfordu, byl několikrát zodpovědný za výslech Jany z Arku. Neúčastnil se však jejího mučení.
Účastnil se basilejského koncilu.
Během královského vyšetřování v roce 1450 byl v Rouenu, aby si po nástupu Karla VII. nárokoval svou kanonickou prebendu. Při svém výslechu trval na nevinnosti Jany z Arku.
Jean Beaupère byl kanovníkem v Notre-Dame v Paříži, Besançonu, Laonu a poté v roce 1430 v Rouenu (ale nepodařilo se mu vstoupit do kanovnické kapituly v Autunu).